# Дарабани
Дарабани — колишнє село в Україні, у Чернівецькій області, Хотинському районі.

## Історія
Перша письмова згадка про село датована 1656 роком. У «Історії міст і сіл УРСР» (дані 1969 року) містяться такі відомості про Дарабани:
«ДАРАБАНИ — село, центр сільської Ради. Лежать на правому березі ріки Дністра, за 6 км від районного центру, за 35 км від залізничної станції Кам’янець-Подільський. Населення — 653 чоловіка. Сільраді підпорядковане с. Анадоли.
В околицях села виявлені 2 пізньопалеолітичні стоянки, 3 поселення трипільської культури (III тисячоліття до н. е.), 2 поселення доби раннього заліза (IX—III століття до н. е.), черняхівської культури (II—VI століття н. е.) та 2 городища давньоруських часів (XII—XIII століття н. е.).»
Було відселено під час будівництва Дністровської ГЕС в 1987 році. 
Населений пункт знятий з обліку у зв’язку з переселенням жителів. Рішення прийняла Чернівецька обласна рада 05 березня 1987 року:
«Виконавчий комітет Чернівецької обласної Ради народних депутатів рішенням від 5 березня 1987 року вніс в адміністративно-територіальний устрій окремих районів такі зміни: у Хотинському районі переніс центр Дарабанської сільради в село Анадоли і сільраду найменував Анадольська; зняв з обліку село Дарабани Анадольської сільради». Жителів переселили у сусіднє село Анадоли, збудувавши за 500 метрів на північ від території колишнього села Дарабани окреме селище для дарабанців. 
Фізично територію колишнього села не було затоплено. Збереглося і сільське кладовище на надзаплавній терасі.
В межах території колишнього села розташований іхтіологічний заказник Дарабанське плесо, а поряд, у надзаплавній терасі над колишнім селом - геологічна пам'ятка природи Дарабанський мис.  

## Географічне розташування
Було розташоване на правому березі річки Дністер.